# NGC 5685
NGC 5685 је елиптична галаксија у сазвежђу Волар која се налази на NGC листи објеката дубоког неба.
Деклинација објекта је + 29° 54' 30" а ректасцензија 14h 36m 15,3s. Привидна величина (магнитуда) објекта NGC 5685 износи 13,6 а фотографска магнитуда 14,6. NGC 5685 је још познат и под ознакама UGC 9403, MCG 5-34-81, CGCG 163-87, PGC 52192.